# Helsingør Skibsværft - Historien om en drøm
Helsingør Skibsværft - Historien om en drøm er en dansk dokumentarfilm fra 1984 instrueret af Ib Makwarth.

## Handling
I april 1983 opgav Helsingør Værfts ejere at videreføre værftets nybygningsafdeling med udgangen af 1983. Medarbejderne på værftet forsøger i løbet af sommeren at redde situationen for de ansatte og for byen, hvis liv altid har været stærkt præget af den store virksomhed. "Skibsværftet Helsingør" dannes, der tegnes aktier og skrabes penge sammen fra private og offentlige kasser. Optimismen stiger, men da værftet ikke får den forventede ordre på færger, må nøglen drejes om. Filmens tema er kampen mod arbejdsløsheden, som det medarbejderstyrede foretagende tager op, men taber. Filmen indeholder foruden beskrivelsen af kampen for værftets overlevelse et historisk afsnit om den specielle og dybe samhørighed by og arbejdsplads imellem.